# Линдторф
Линдторф (нем. Lindtorf) — община в Германии, в земле Саксония-Анхальт. 
Входит в состав района Штендаль. Подчиняется управлению Арнебург-Гольдбек.  Население составляет 404 человека (на 31 декабря 2006 года). Занимает площадь 9,46 км².